# ヴィタリー・ポタペンコ
ヴィタリー・ニコラエヴィッチ・ポタペンコ (英語: Vitaly Nikolaevich Potapenko ウクライナ語: Віталій Миколайович Потапенко 1975年3月21日 - )は、ウクライナ・キーウ出身の元バスケットボール選手。NBAで12シーズン活躍し、現在はメンフィス・グリズリーズのアシスタントコーチを務めている。

## 選手時代
1992年にウクライナでプロデビューしたポタペンコは、1994年にNBA選手を目指す為に渡米し、ライト州立大学に留学。2年間プレーした後に1996年のNBAドラフトにアーリーエントリーを表明。全体12位という高い評価を受けてクリーブランド・キャバリアーズから指名され、ウクライナ出身の選手として初めてNBAドラフトで1巡目指名を受けた選手となった。因みに2013年のNBAドラフトでは、同じウクライナ人のアレックス・レンが、全体6位という高評価でフェニックス・サンズから指名されている。
その後NBAの各チームでプレーした後、2007-08シーズンはリーガACBでプレーし、2008年で現役を引退した。

## コーチ時代
ポタペンコはアメリカに帰国後、2009年からコーチ業を開始、Dリーグなどでアシスタントコーチを行う中、2010-11シーズンはインディアナ・ペイサーズのアシスタントコーチを務め、更に2013-14シーズンからはクリーブランド・キャバリアーズのアシスタントコーチ (選手育成担当部門コーチ) を務め、2016年には念願のNBAチャンピオンを経験した。